# Fuerza Disciplinaria de la República Islámica de Irán
Las Fuerzas y cuerpos de seguridad de la República Islámica de Irán o Fuerza Disciplinaria de la República Islámica de Irán (persa: نیروی_انتظامی_جمهوری_اسلامی_ایران|نیروی انتظامی جمهوری اسلامی ایران, Niru -ye entezāmī-ye jomhūrī-ye eslāmī-ye Īrān), abreviado como NAJA (persa: ناجا) es la fuerza de policía uniformada en Irán. La fuerza fue creada a principios de 1992 al fusionar el Shahrbani (persa: شهربانی Šahrbānī), la Gendarmería (persa: ژاندارمری Žandārmerī) y los Comités de la Revolución Islámica (persa: کمیته Komīte) en una sola fuerza de policía. Tiene más de 260,000 efectivos de policía, incluido el personal de la guardia de fronteras, y está bajo el control del Ministerio del Interior. En 2003, unas 400 mujeres se convirtieron en las primeras mujeres integrantes de la fuerza policial desde la revolución iraní de 1979, Y ahora el 17% del personal policial de Irán son mujeres.

## Historia

Antiguo escudo de la Gendarmería Imperial Iraní.

La Gendarmería persa, también llamada Gendarmería del Gobierno (ژاندارمری دولتی), fue la primera patrulla de carreteras moderna y la fuerza de policía rural en Persia. Una fuerza paramilitar, también jugó un papel importante en la política desde su establecimiento en 1910 durante la dinastía Qajar hasta el advenimiento de la dinastía Pahlavi en 1921. Activo durante algún tiempo en la era Pahlavi. Nazmiyeh (نظمیه) también era una fuerza de seguridad en Persia, con deberes de policía dentro de las ciudades.
Los comandantes, oficiales y funcionarios de la Fuerza de seguridad se reunieron el Ayatolá Alí Hoseiní Jamenei, comandante y jefe de las fuerzas armadas, el 8 de mayo de 2016. Intensamente preocupado por cuestiones de seguridad interna en el entorno posterior a 1953, Mohamed Reza Pahlavi autorizó el desarrollo de uno de los sistemas más extensos de agencias de aplicación de la ley en el mundo en desarrollo. La Gendarmería Imperial iraní (ژاندارمری شاهنشاهی ایران) y la Policía Nacional (Shahrbani شهربانی o Nazmiyeh نظمیه) ganaron en número y responsabilidades. La organización de la policía secreta, SAVAK, ganó notoriedad especial por su excesivo celo en "mantener" la seguridad interna. Pero como en las fuerzas armadas regulares, el estilo de gestión del sha virtualmente eliminó toda coordinación entre estas agencias porque tendía a mezclar al personal del ejército entre sus deberes ordinarios y posiciones temporales en las agencias de seguridad interna, con el fin de minimizar la posibilidad de golpes organizados contra el trono. A esta lista de deficiencias institucionales se sumó la imagen pública importantísima de las agencias, envuelta en el misterio y el miedo.

Escudo de la Gendarmería Revolucionaria de Iran

Después de la Revolución de 1979, la gendarmería, que fue renombrada como la Gendarmería de la República Islámica del Irán (ژاندارمری جمهوری اسلامی ایران), contaba con casi 74,000 en 1979, estaba subordinada al Ministerio del Interior. Sus responsabilidades de aplicación de la ley se extendieron a todas las áreas rurales y a las pequeñas ciudades y pueblos de menos de 5.000 habitantes. El Instituto Internacional de Estudios Estratégicos estimó su plantilla en 70,000 en 1986. La Gendarmería se disolvió en 1990 y su personal fue asignado al INP.
La Policía Nacional de Irán operó con aproximadamente 200,000 hombres en 1979, una cifra que no ha fluctuado mucho desde entonces. La Policía Nacional también dependía del Ministerio del Interior, y sus responsabilidades incluían todas las ciudades con más de 5.000 habitantes, al menos el 20% de la población. Además, la Policía Nacional se encargó de los procedimientos de pasaporte e inmigración, la emisión y el control de las cédulas de identidad de los ciudadanos, la licencia y el registro de vehículos y vehículos, y la vigilancia policial y ferroviaria. Algunos de estos deberes fueron absorbidos por el Ministerio del Pasdaran durante los primeros años de la Revolución, y la cooperación entre estas dos ramas parecía extensa.
Desde 1979, ambas organizaciones paramilitares se han reorganizado por completo. Los líderes del IRP rápidamente nombraron gendarmería y oficiales de policía leales a la Revolución para revivir y reorganizar los dos cuerpos bajo la República Islámica. Entre 1979 y 1983, no menos de siete oficiales recibieron las principales carteras de la Policía Nacional. Coronel Khalil Samimi, nombrado en 1983 por el influyente Ali Akbar Nategh-Nouri, entonces Ministro del Interior, a quien se le atribuyó la reorganización de la Policía Nacional de acuerdo con las directrices islámicas del IRP. La Gendarmería siguió un camino similar. Siete nombramientos se realizaron entre 1979 y 1986, lo que llevó a una reorganización completa. Además del general de brigada Ahmad Mohagheghi, el comandante en el período republicano temprano que fue ejecutado a fines del verano de 1980, cinco coroneles fueron purgados. El coronel Ali Kuchekzadeh jugó un papel importante en la reorganización y el fortalecimiento de la Gendarmería después de su casi colapso en el período revolucionario temprano. El comandante en 1987, el coronel Mohammad Sohrabi, había ocupado ese puesto desde febrero de 1985 y fue el primer oficial superior que ascendió de los rangos.
A partir de 1987, la Policía Nacional y la Gendarmería reflejaron la ideología del estado. A pesar de sus valiosas operaciones de seguridad interna, los roles de ambos cuerpos estaban restringidos por la creciente influencia de los Sepah y Basij. La gendarmería se disolvió en 1991, junto con los comités de la Policía Nacional y la Revolución Islámica; todas estas organizaciones se fusionaron en los Fuerzas y cuerpos de seguridad del Estado iraní.
La unidad de la Policía-110 se especializa en actividades de respuesta rápida en las zonas urbanas y las reuniones a dispersar porque se las considera peligrosas para el orden público. En 2003, unas 400 mujeres se convirtieron en las primeras integrantes de la fuerza policial desde la Revolución de 1978-79.
El comandante actual es el brigadier general surgido en el seno de los Guardianes de la Revolución Hossein Ashtari, ex primer subjefe de policía bajo Esmail Ahmadi Moqaddam; él fue revelado a su predecesor y fue designado por el Líder Supremo de Iran Ayatollah Ali Jamenei el 9 de marzo de 2015, a propuesta del Ministro del Interior de Irán.

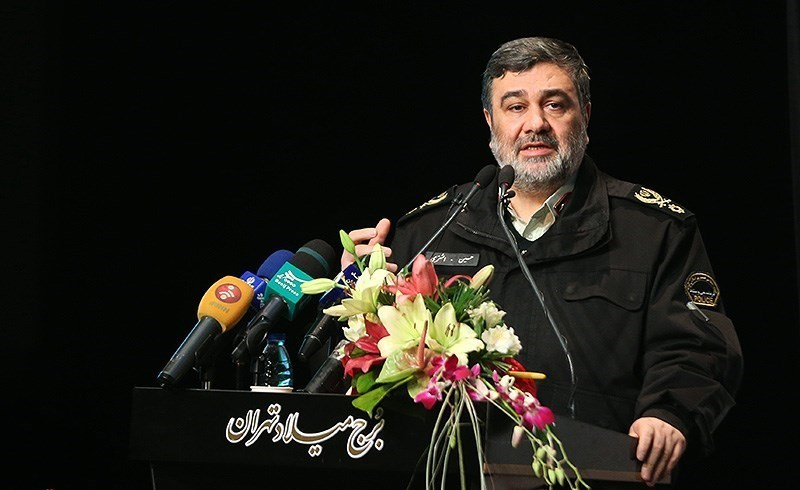
Brigadier General Hossein Ashtari, excomandante del NAJA

## El Consejo de Seguridad Provincial
El Consejo de Seguridad Provincial es el máximo órgano de seguridad provincial y está compuesto por el jefe de la administración de justicia y el jefe de la policía provincial; tiene la tarea de gestionar asuntos relacionados con la seguridad. El Consejo tiene una jurisdicción provincial encargada de la gestión de asuntos policiales, desde cuestiones de seguridad pública hasta el manejo de casos penales graves.

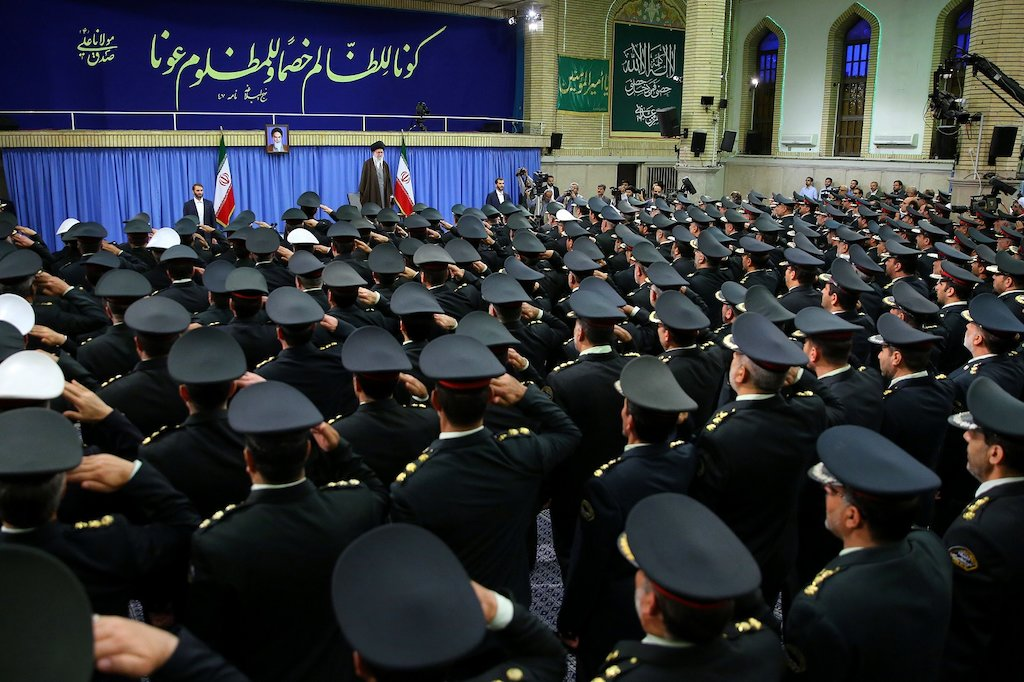
Comandantes, oficiales y oficiales de la Fuerza Discplinaria de la República Islámica de Irán se reunieron con el Ayatolá Jamenei, comandante y jefe de las fuerzas armadas, el 8 de mayo de 2016.

## Organización
Todos los asuntos relacionados con las Fuerzas policíacas en el marco de la ley están a cargo del Ministerio del Interior; pero en las áreas de guerra, la autoridad recae en el comandante adjunto jefe de las fuerzas armadas conjuntas.
los altos mandos de la policía son nombrados por el Líder Supremo sobre la base de la propuesta del Ministro del Interior de Irán, pero la fuerza policial depende del Ministerio del Interior y el Secretario del Interior es el comandante adjunto en jefe de las fuerzas armadas para la Policía. Asuntos. Los Cuerpos y Fuerzas de Seguridad del Estado iraní también consta de varios diputados provinciales diferentes. Los comandantes provinciales se encuentran entre el Coronel y el General de Brigada, mientras que los jefes de las ramas provinciales clasifican al Coronel.

## Ramas de la Policía
La unidad de la Policía iraní 110 se especializa en actividades de respuesta rápida en áreas urbanas y en reuniones dispersas que se consideran peligrosas para el orden público. La policía de marines tiene 100 patrullas costeras y 50 barcos de puerto.
La Fuerza Disciplinaria de la República Islámica de Irán tiene varias ramas, cada una con funciones especializadas:
- La Policía de Prevención de NAJA (persa: پلیس پیشگیری ناجا), establecida en 2005;
- La Policía de Inteligencia y Seguridad Pública de NAJA (PAVA para abreviar: persa پلیس اطلاعات و امنیت عمومی ناجا);
- La Policía de Tránsito de NAJA (Rahvar para abreviar; Persa: پلیسراهنماییوارنندگینناجا), establecida en 1991;
- La Ciberpolicía Iraní de NAJA (FATA para abreviar: persa پلیس فضای تولید و تبادل اطلاعات ناجا, establecida en 2011, es la unidad cibernética de la policía iraní.
- La Policía Antinarcóticos de NAJA (en persa: پلیس مبارزه با مواد مخدر ناجا), es una unidad antinarcóticos;
- La Policía de Inmigración y Pasaportes de NAJA (en persa: پلیس مهاجرت و گذرنامه ناجا) se ocupa de cuestiones de inmigración y expide pasaportes a ciudadanos iraníes;
- La Policía Diplomática de NAJA (persa: پلیس دیپلماتیک ناجا);
- La Policía de Investigación Criminal de NAJA (persa: پلیس اگاهی ناجا), establecida en 1991;
- El Comando de la Guardia Fronteriza de la República Islámica de Irán (persa: فرماندهی مرزبانی ناجا), establecido en 2000, es la organización de la guardia de fronteras de Irán y su jefe es el general de brigada Qasem Rezaee;[19]
- La Unidades Especiales; estuvo involucrado en sofocar las protestas de las elecciones presidenciales iraníes de 2009. Es responsable de reprimir los disturbios, las actividades antiterroristas, la defensa urbana y el rescate de rehenes. Las unidades especiales de NAJA incluyen la Fuerza especial antiterrorista ("NOPO" para abreviar). Según un excomandante, solo la Unidad Especial tiene 60,000 miembros en todo el país.[20][21]
- El Centro de Estudios Estratégicos de la Fuerza Disciplinaria, dirigido por el General de Brigada Ahmad Reza Radan.[22]
- Las Patrullas de orientación, son las unidades de promoción de la virtud y prevención del vicio de la Fuerza Disciplinaria de la República Islámica de Irán.

### Escudos de las diferentes Ramas

Policía de Investigación Criminal
Policía Preventiva
Policía de Tránsito
Unidades Especiales
Ciberpolicía Iraní
Comando de la Guardia Fronteriza de la República Islámica de Irán
Universidad de la Fuerza Disciplinaria
Policía de Seguridad Publica
Comisario de Asuntos Sociales

## Comandantes
Desde 1991, la Fuerza de Aplicación de la Ley ha tenido seis comandantes. Entre paréntesis se muestra el servicio de origen:
- General Brigadier (Gendarmería) Mohmmad Sohrabi
- General Brigadier (Guardianes de la Revolución) Reza Seifollahi: 1992 - 1996
- General Brigadier (Guardianes de la Revolución) Hedayat Lotfian: 1996 - 2000
- General Brigadier (Guardianes de la Revolución) Mohammad Bagher Ghalibaf: 2000 - 2005
- General Brigadier (Guardianes de la Revolución) Ali Abdollahi: 2005 (cuidador)
- General Brigadier (Guardianes de la Revolución) Esmail Ahmadi Moghadam: 2005 - 2015
- General Brigadier (Guardianes de la Revolución) Hossein Ashtari: 2015 - 2023
- General Brigadier (Guardianes de la Revolución) Ahmad-Reza Radan: 2023 - presente

## Equipamiento

### Armas
1. Heckler & Koch MP5
2. SIG Sauer P220
3. SIG Sauer P226
4. Heckler & Koch HK21
5. Smith & Wesson Model 10 cal. 38
6. Dragunov
7. Electroshock weapon
8. AK-47
9. Uzi
10. FIM-92 Stinger
11. Remington 870
12. PK machine gun
13. M79 grenade launcher
14. DShK

### Automóviles
1. Citroën Xantia
2. Samand
3. Mercedes-Benz C 240
4. Mercedes-Benz E 240
5. Renault Mégane
6. Mitsubishi Pajero Second generation
7. Nissan Xterra N50
8. Toyota Land Cruiser 100 Series
9. Toyota Hilux Sixth generation and Seventh generation
10. Volkswagen Transporter
11. Peugeot 207
12. Nissan Teana
13. Suzuki Grand Vitara
14. Kia Forte

#### Antiguos Automóviles
1. Nissan Patrol 160 Series
2. Toyota Cressida

### Motocicletas
1. BMW R1200RT
2. Honda CMX250C
3. Honda CBX750

### Aeronaves
1. Dassault Falcon 20
2. HESA IrAn-140
3. Aero Commander 690
4. Bell 205
5. Bell 206
6. Bell 212
7. Bell 214
8. Mil Mi-17
9. Cessna 206
10. Dorna D-139 Blue Bird
11. Cessna 185